# Altviller
Altviller é uma comuna francesa na região administrativa de Grande Leste, no departamento de Mosela. Estende-se por uma área de 4,85 km². Em 2010 a comuna tinha 593 habitantes (densidade: 122,3 hab./km²).